# Politické filozofie přerozdělování důchodu
Různé politické filosofie zdůvodňují různá stanoviska k přerozdělování důchodu. Ekonomická analýza nemůže rozhodnout, zda by se politici měli snažit učinit společnost více nebo méně rovnostářskou. Názory na tento problém jsou do značné míry záležitostí politické filosofie. Protože je však role vlády v přerozdělování důchodu hlavním tématem mnoha diskuzí o hospodářské politice, ukážeme si nyní stanoviska různých škol politické filosofie.

## Utilitarismus
Prominentní myšlenkovou školou v politické filosofii je utilitarismus. Jeho zakladateli jsou angličtí filosofové Jeremy Bentham a John Stuart Mill. Cílem utilitarismu je do velké míry uplatnění logiky individuálního rozhodování na otázky týkající se morálky a veřejné politiky. Východiskem utilitarismu je pojem užitku - úroveň štěstí či uspokojení, kterého se člověku dostává s ohledem na jeho životní situaci. Užitek je měřítkem blahobytu a podle utilitaristů je konečným cílem všeho jednání, soukromého i veřejného. Správným cílem vlády je podle jejich tvrzení maximalizace součtu užitků všech členů společnosti. 
Užitek – měřítko štěstí či uspokojení. Ulitaristický argument pro rozdělování důchodu je založen na předpokladu klesajícího mezního užitku – s růstem příjmu každého člověka klesá blahobyt spojený s dodatečným dolarem příjmu.
Příklad: Petr a Pavel jsou stejní, až na to, že Petr vydělává 80 tis. a Pavel jen 20 tis. Pokud vezmeme Petrův dolar a dáme ho Pavlovi, snížíme Petrův užitek a zvýšíme Pavlův. Vzhledem ke klesajícímu meznímu užitku však Petrův užitek klesne méně, než o kolik se Pavlův užitek zvýší. Toto přerozdělování tudíž zvyšuje celkový užitek, a to je cílem utilitaristů.
Vláda by mohla brát Petrovi a dávat Pavlovi pomocí daní z příjmů (a to až do úrovně, kdy budou mít všichni stejně). Ale daně deformují motivace a vedou ke ztrátám mrtvé váhy. = oba jsou méně motivovaní k usilovnější práci. Vláda usilující o maximalizaci užitku, tudíž přestává s rozdělováním dříve, než je dosaženo zcela rovnostářského rozdělení důchodu.

## Liberalismus
Druhý způsob uvažování o nerovnosti můžeme nazvat liberalismem. Vypracoval jej filosof John Rawls ve své knize "Teorie spravedlnosti", podle níž by vláda měla uplatňovat politiky, které by za spravedlivé považoval nestranný pozorovatel za „závojem nevědomosti“.
Všichni se sejdou "než se narodí" (kdy nikdo neví, jaké postavení v životě bude mít), aby určili pravidla, kterými se společnost bude řídit. Všichni se nachází za závojem nevědomosti. Protože jsou všichni ve stejné situaci a nikdo nemůže vytvářet principy, které by zvýhodňovaly jeho konkrétní situaci, principy spravedlnosti jsou výsledkem slušné dohody nebo vyjednávání.
Maximinové kritérium – požadavek, aby vláda usilovala o maximalizaci blahobytu těch, kteří jsou na tom v rámci společnosti nejhůře.
V původní situaci bude každý nejvíce znepokojen možností, že se sám dostane na dolní konec důchodového rozdělování. Při vytváření veřejných politik bychom proto měli usilovat o zvýšení blahobytu těch, kteří jsou na tom v rámci společnosti nejhůře. 

## Libertariánství
Třetí pohled na nerovnost se nazývá libertariánství a vypracoval jej filosof Robert Nozick. Oba dosud uvažované názory považují celkový důchod společnosti za sdílený zdroj, který může společenský plánovač volně přerozdělovat k dosažení určitého společenského cíle. Naproti tomu libertariáni tvrdí, že společnost jako celek nezískává žádný důchod - ten získávají jen jednotliví členové společnosti. Podle libertariánů nemá vláda brát jednotlivcům a dávat jiným a tím se snažit dosáhnout určitého rozdělení důchodu.
Vláda má trestat zločiny a vynucovat plnění dobrovolně uzavřených smluv, ale nikoli přerozdělovat důchod.
Pokud je proces, kterým se dospívá k rozdělení důchodu, spravedlivý, je výsledné rozdělení spravedlivé bez ohledu na jeho rovnost. Pokud je rozdělení důchodu dosaženo nespravedlivě – např. že jeden člověk okrádá druhého – má vláda právo a povinnost takové jednání napravit.
Libertariáni vyvozují, že rovnost příležitostí je důležitější než rovnost příjmů. Vláda by měla vynucovat individuální práva a tak zajistit, že každý bude mít stejnou příležitost k využití svých schopností a tím k dosažení úspěchu.